# Метрополитен Хух-Хото
Метрополитен Хух-Хото (кит. 呼和浩特地铁) —  открытая 29 декабря 2019 года в Хух-Хото система метро, призванная связать между собой несколько ключевых объектов, включая международный аэропорт. Метрополитен работает без непосредственного участия машинистов. На всех станциях установлены платформенные раздвижные двери.

## Строительство
Впервые метрополитен был предложен в качестве решения городских транспортных проблем в 2003 году. Первая линия работает с 29 декабря 2019 года, другие — строятся или запланированы. Для питания системы построены две электроподстанции. Вторая линия работает с 1 октября 2020 года, длина 28,2 км.

## Действующие линии

### Линия 1 (красная)

Map of Hohhot Metro as of 2019

Длина линии 21,7 км с 20 станциями. Линия начинается на станции "Долина здоровья Или" (Yili Health Valley) в западной части города  и заканчивается в аэропорту Байта (станция "Байань").

### Линия 2 (синяя)
Длина 28,2 км. 24 станции.

## Галерея

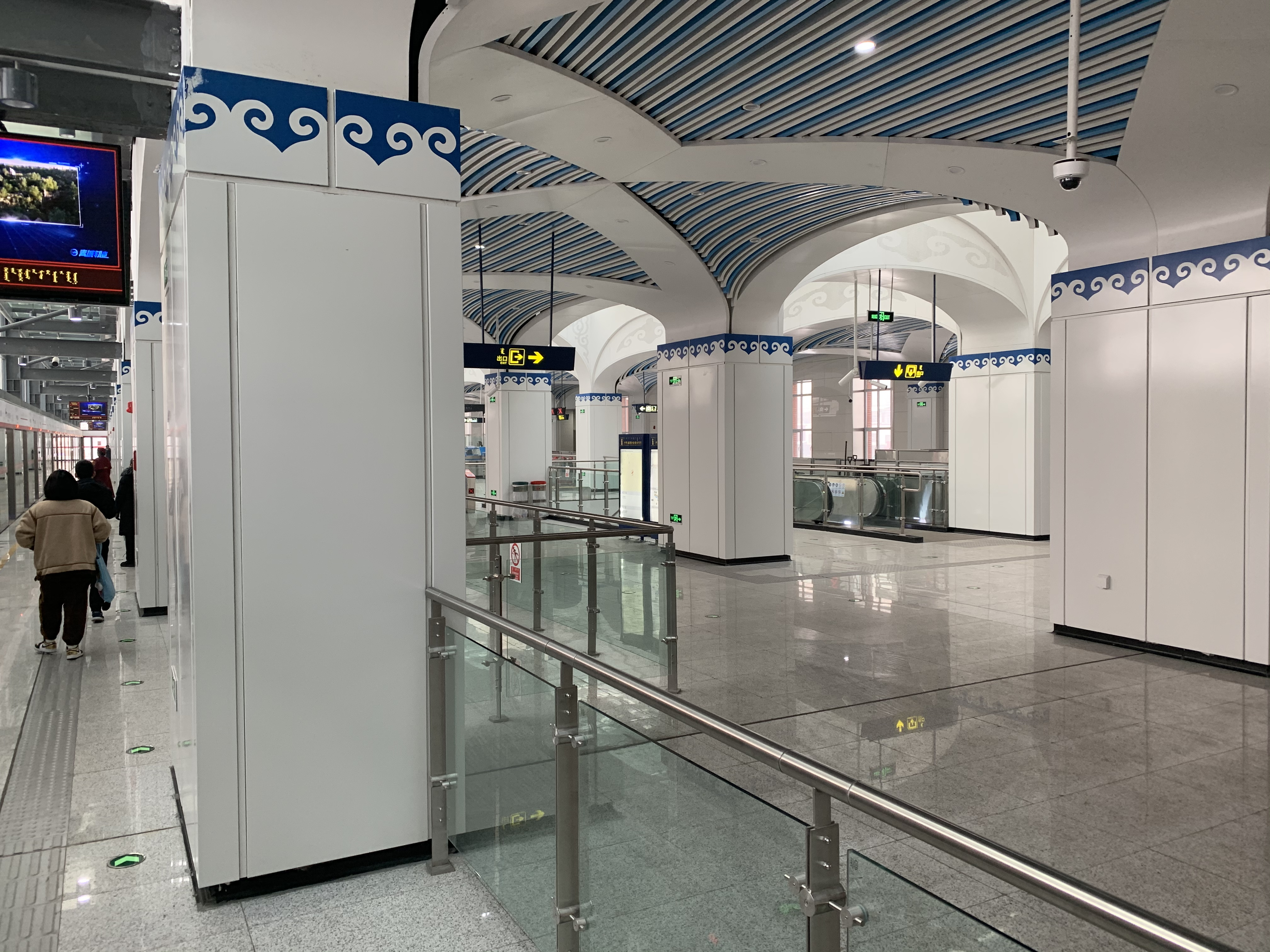
Станция Долина здоровья Или
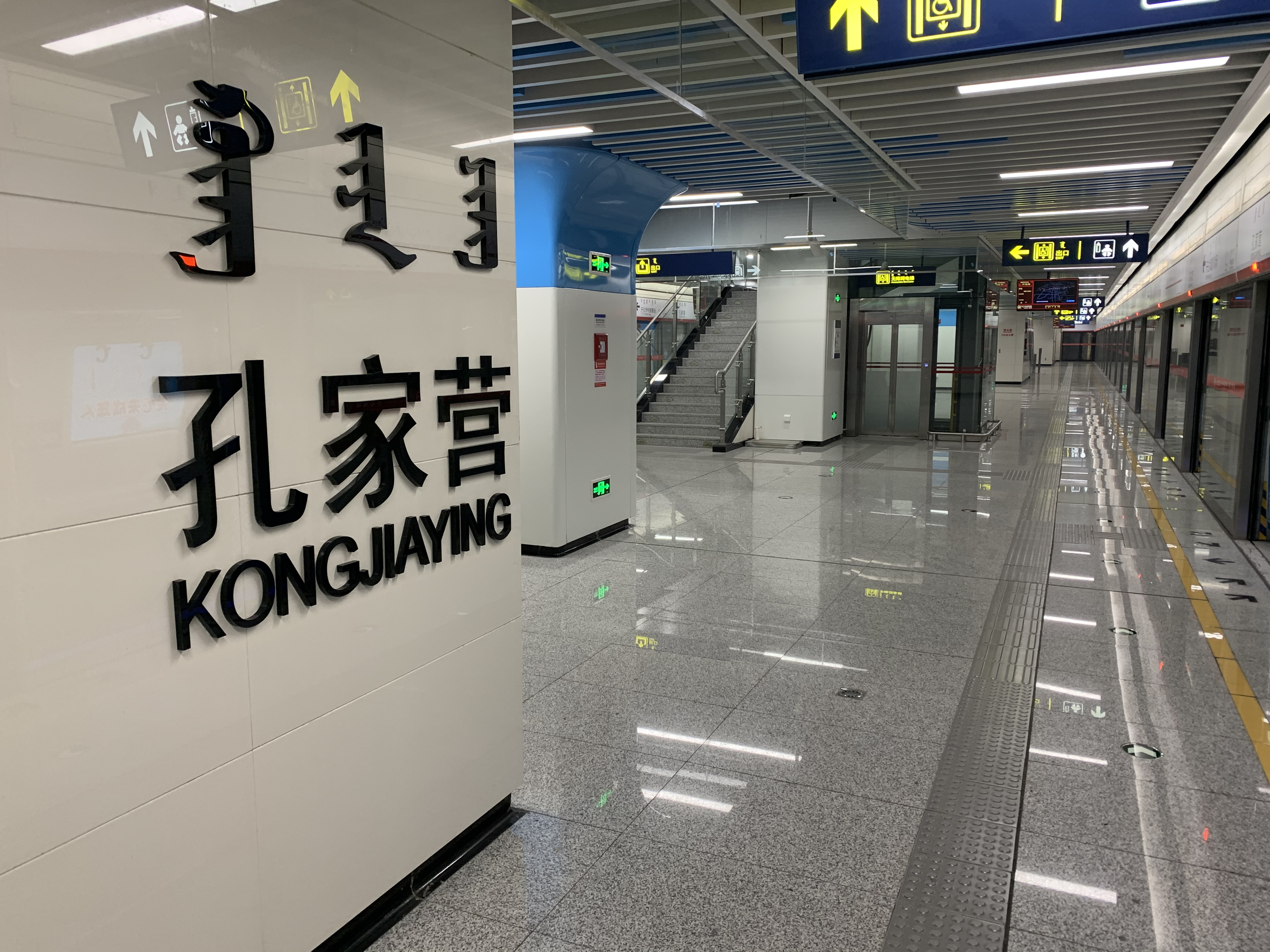
Станция Кунцзяин